# ばんざい!愛全開!
「ばんざい!愛全開!」（ばんざいあいぜんかい）は、キング・クリームソーダの7枚目のシングル。2017年3月22日にFRAMEから発売された。

## 概要
表題曲「ばんざい!愛全開!」は、テレビ東京系アニメ『妖怪ウォッチ』の7代目オープニングテーマおよびニンテンドー3DSのゲームソフト『妖怪ウォッチ3 スキヤキ』のテーマソングに起用された。
明るくポップな世界観を象徴するナンバーで、タイトル通り愛を全開にして前向きに突き進むメッセージが込められたアップテンポな曲調が特徴。子供から大人まで幅広い世代に親しまれた。
アニメでの使用に加えて振り付けも話題となり、子供向けイベントやダンス企画でも取り上げられる機会が多かった。

## 収録内容

### CD
1. ばんざい!愛全開! (4:20)
2. 明日に向かって羽ばたくセレナーデ (5:06)
作詞：つんく♂ & motsu / 作曲：はたけ / 編曲：菊谷知樹
3. ばんざい!愛全開!（オリジナルカラオケ）
4. 明日に向かって羽ばたくセレナーデ（オリジナルカラオケ）

### DVD
1. ばんざい!愛全開! Music Video
2. ばんざい!愛全開! Dance Video
3. ばんざい!愛全開!（アニメオープニングバージョン）